# Pseudanarta ate
Pseudanarta ate är en fjärilsart som beskrevs av Dyar 1921. Pseudanarta ate ingår i släktet Pseudanarta och familjen nattflyn. Inga underarter finns listade i Catalogue of Life.